# Manuel Pelino Domingues

Bischof Manuel Pelino Domingues

Manuel Pelino Domingues (* 7. Oktober 1941 in Lentisqueira, Gemeinde und Kreis Mira, Portugal) ist ein portugiesischer Geistlicher und emeritierter römisch-katholischer Bischof von Santarém.

## Leben
Manuel Pelino Domingues empfing am 15. August 1965 das Sakrament der Priesterweihe.
Am 19. Dezember 1987 ernannte ihn Papst Johannes Paul II. zum Titularbischof von Lemellefa und bestellte ihn zum Weihbischof in Porto. Der Bischof von Coimbra, João Alves, spendete ihm am 13. März 1988 die Bischofsweihe; Mitkonsekratoren waren der Bischof von Porto, Júlio Tavares Rebimbas, und der Weihbischof in Lissabon, Horácio Coelho Cristino. Johannes Paul II. ernannte ihn am 27. Januar 1998 zum Bischof von Santarém.
Papst Franziskus nahm am 7. Oktober 2017 seinen altersbedingten Rücktritt an.